# 제임스 패런티노
제임스 패런티노(James Farentino, 1938년 2월 24일 ~ 2012년 1월 24일)는 미국의 배우이다.

## 출연 작품
- 라스트 프로듀서 (2000)
- 우먼 오브 나이트 (2000)
- 터미네이션 맨 (1997)
- LA 캅스 (1996)
- 딥 다운 (1995)
- 여자의 용기 (1994)
- 웬 노 원 우드 리슨 (1992)
- 프랭크와 에멧 (1992)
- FBI 기동 타격대 2 (1990)
- 갈등의 땅 (1990)
- 뻔한 거짓말 (1989)
- 미궁 속의 알리바이 (1989)
- 비키의 홀로서기 (1988)
- 붉은 거미 (1988)
- 작은 친구들 (1985)
- 4번째 동방 박사 (1985)
- 라이센스 투 킬 (1984)
- 블루 썬더 (1984)
- 죽음과 매장 (1981)
- 에비타 페론 (1981)
- 최후의 카운트다운 (1980)
- 정당 방위 (1978)
- 나자렛 예수 (1977)
- 미 나탈리 (1969)
- 배닝 (1967)
- 세일즈맨의 죽음 (1966)
- 워 로드 (1965)
- 엔사인 펄버 (1964)

### 텔레비전
- 제6지대 (1971-72)
- 다이너스티 (1981-82)
- 사하라의 비밀 (1987, Il segreto del Sahara)
- ER (1996)